# Nożyce cenowe
Nożyce cenowe (nożyce cen) – relacja cen artykułów sprzedawanych przez dany podmiot (przedsiębiorstwo, kraj, a nawet grupę krajów) do cen towarów kupowanych przez niego (cen środków produkcji). W przypadku, gdy dynamika cen produktów sprzedawanych jest wyższa od dynamiki cen środków produkcji, sytuacja ekonomiczna podmiotu poprawia się. W odwrotnej sytuacji, kiedy tempo wzrostu cen towarów kupowanych jest wyższe od cen towarów sprzedawanych, sytuacja ekonomiczna podmiotu pogarsza się. W przypadku spadków cen sytuacja wygląda odwrotnie – gdy tempo spadku cen produktów sprzedawanych jest większe od tempa spadku cen środków produkcji, sytuacja ekonomiczna podmiotu pogarsza się.
Zjawisko nożyc cen było najczęściej obserwowane w zakresie międzynarodowego handlu produktami rolnymi: dynamicznym spadkom cen tych produktów na rynkach globalnych w okresie kryzysów gospodarczych towarzyszyła niższa dynamika spadku cen produktów przemysłowych, stanowiących środki do produkcji rolnej. Prowadziło to zazwyczaj do pogorszenia sytuacji ekonomicznej rolników.